# کورتنی جونز (بازیکن فوتبال)
کورتنی جونز (انگلیسی: Courtney Jones؛ زادهٔ ۲۱ مهٔ ۱۹۹۰) بازیکن فوتبال اهل ایالات متحده آمریکا است.
از باشگاه‌هایی که در آن بازی کرده‌است می‌توان به اف سی کانزاس سیتی و بوستون بریکرز اشاره کرد.